# Via Veneto

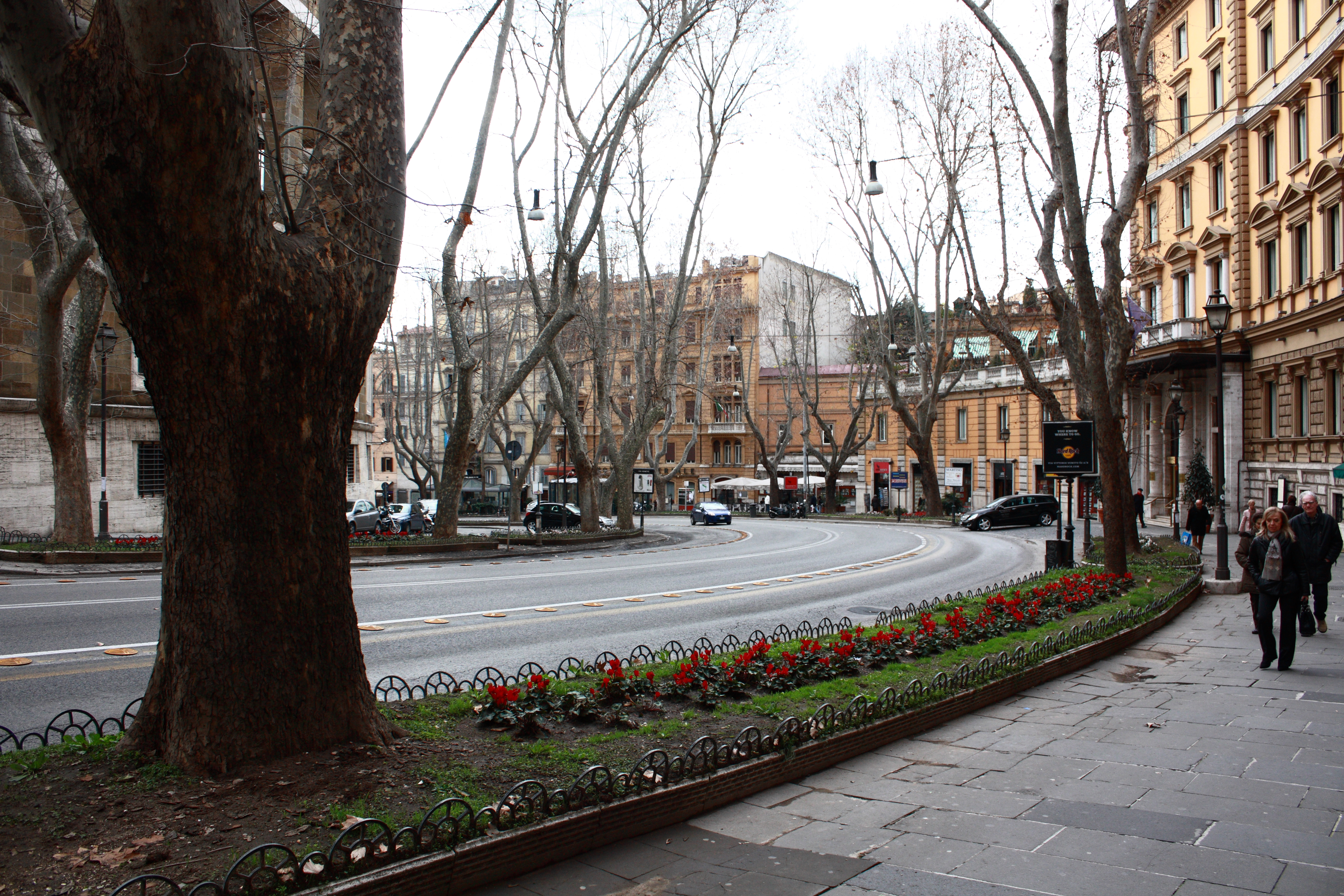
Die Via Veneto

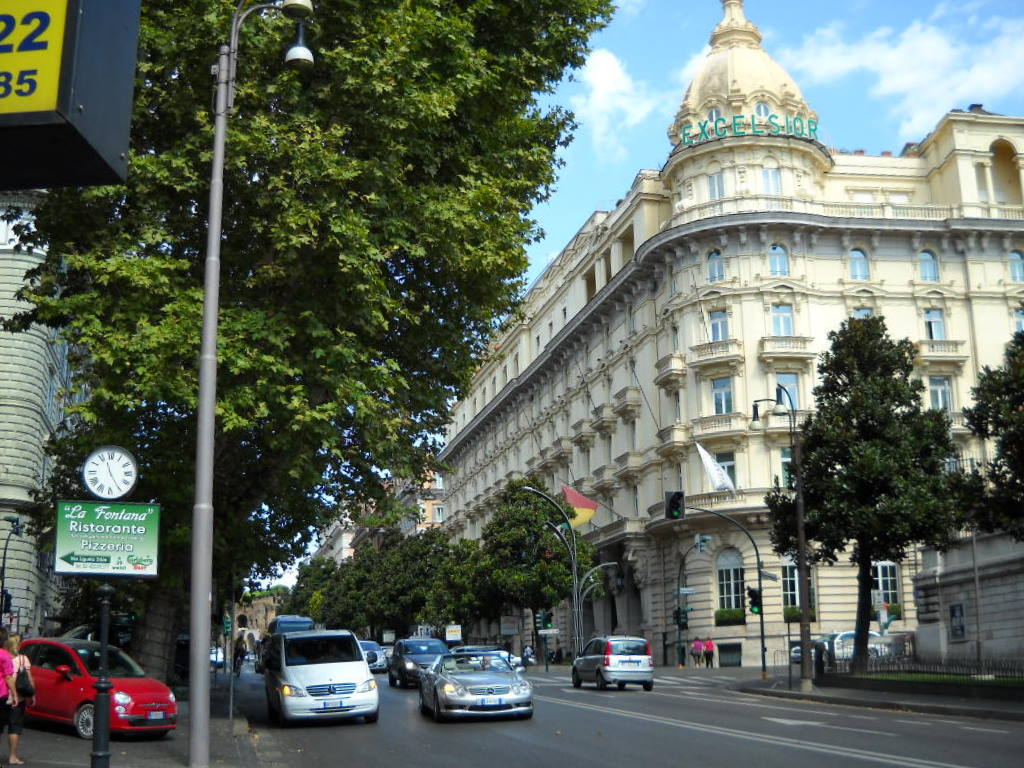
Hotel Westin Excelsior an der Via Veneto

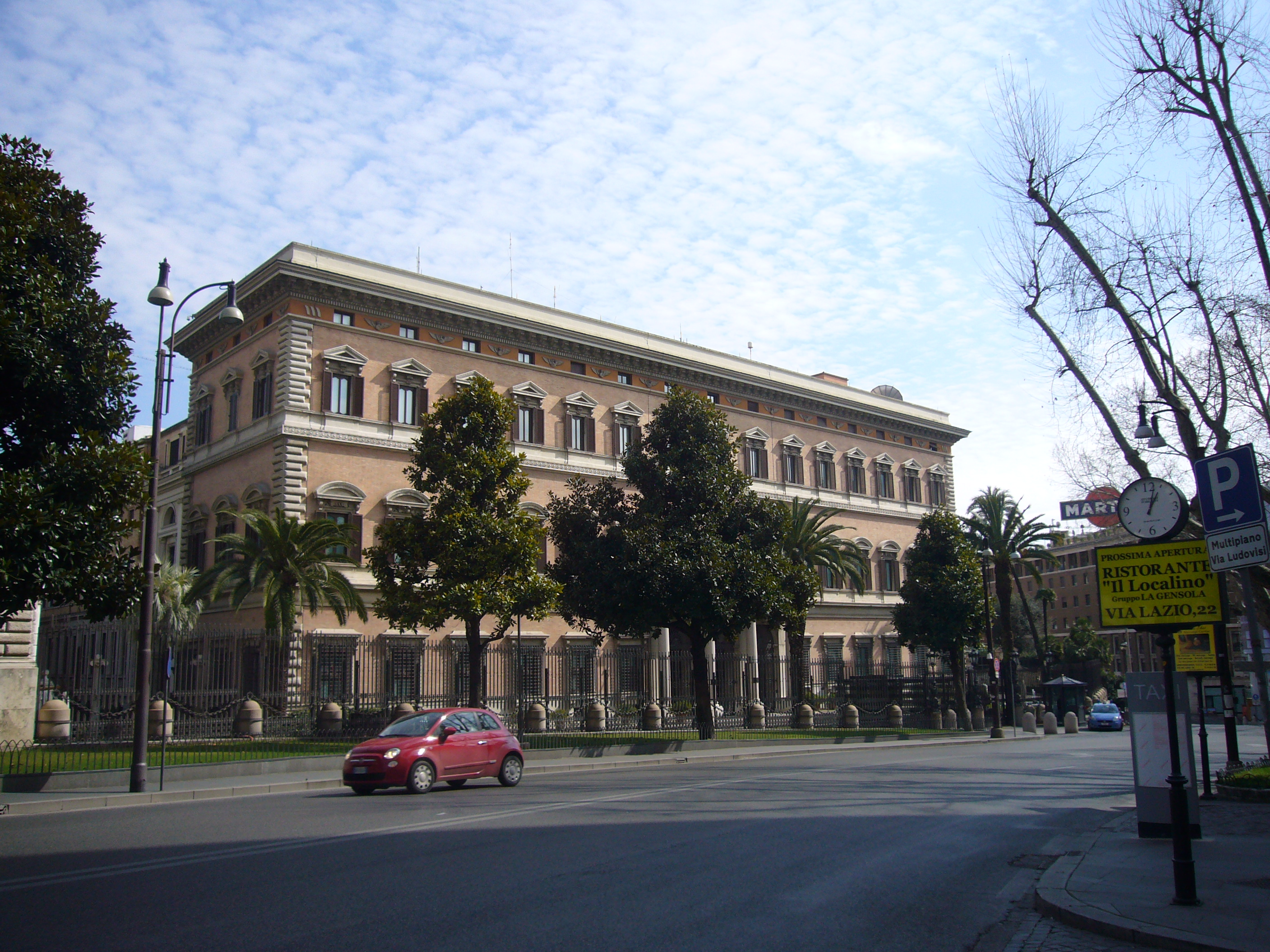
U.S.-Botschaft an der Via Veneto

Die Via Vittorio Veneto, kurz Via Veneto genannt, ist eine Straße in Rom, die von der Piazza Barberini bis zur Porta Pinciana führt und nach der Schlacht von Vittorio Veneto benannt wurde.
Die Straße wurde in den 1880er Jahren während eines Immobilienbooms nach der Annexion Roms an das neue Königreich Italien gebaut. In den 1950er und 60er Jahren erlangte die Via Veneto internationale Bekanntheit als Zentrum der Dolce Vita („das süße Leben“), als ihre Bars und Restaurants Hollywoodstars und Jet-Set-Persönlichkeiten wie Audrey Hepburn, Anita Ekberg, Anna Magnani, Gary Cooper, Orson Welles, Tennessee Williams, Jean Cocteau und Coco Chanel anzogen. Der Film La Dolce Vita von Federico Fellini aus dem Jahr 1960 verewigte den hyperaktiven Lebensstil, die Lichter und den kriechenden Strom hupenden Verkehrs in der Via Veneto. Auch der Film Totò, Peppino und das süße Leben von 1961, der viele Szenen aus Fellinis Meisterwerk parodiert, spielt zum Großteil auf der Via Veneto, wo Totò einen umtriebigen Vermittler der raren Parkplätze spielt.
Einige der bekanntesten Cafés und Fünf-Sterne-Hotels in Rom, wie das Café de Paris, die Harry’s Bar (Rom), das Regina Hotel Baglioni und das Westin Excelsior in Rom, befinden sich in der Via Veneto.
Auf etwa der Hälfte der Strecke befindet sich im Palazzo Margherita die Botschaft der Vereinigten Staaten.